# シャンハイ・トンネル
シャンハイ・トンネル（英: Shanghai Tunnels）は、アメリカ合衆国オレゴン州ポートランドのオールドタウン・チャウナタウン地区からダウンタウン地区に伸びる一連の地下通路の名称である。まれにポートランド・アンダーグラウンド（英: Portland Underground）とも呼ばれる。この地下通路はダウンタウンにある多くのホテルやバーの地下階と、ウィラメット川のウォーターフロントを結んでいる。ウィラメット川に停泊した船舶から諸施設の地下倉庫に商品を運ぶために建設され、これにより地上において鉄道や自動車なのど輸送機関を使用せずとも商品の搬入が可能となっていた。
1990年、ポートランドの日系人実業家であるビル・ナイトーは、地元新聞『オレゴニアン』紙において、シャンハイ・トンネルはノースウェストカウチ通り、デービス通り、エベレット通りの地下に存在すると言った。
有名な巷説では（歴史的には疑問視されている逸話ではあるが）、このトンネルでは1850年代から20世紀初頭にかけて多くの労働者が誘拐（shanghaiing, シャンハイイング）され、ウォーターフロントに連れて行かれたのち、待機中の船舶に奴隷として身売りされるという、人身売買が跋扈する場所であったという。伝えられるところによれば、被害にあった労働者は薬漬けにされるか打ちのめされるかした後、トラップドア（「死の穴」）を通じて運び出され、「発送」されるまでの間、監獄に閉じ込められていたという。
歴史家たちはこの巷説を眉唾物として扱っており、このトンネルが存在したことやポートランドやその他の都市でときたま「シャンハイイング」が行われていたことは事実であるものの、このトンネルがこれらの誘拐事件に使われたという証拠も無ければ、ポートランドがこれら誘拐活動の中心地として機能していたという証拠も無いと述べている。
今日、現地の観光ツアーを通じて、このトンネルの入り口にあたる部分を垣間見ることができる。